# Luossastugan

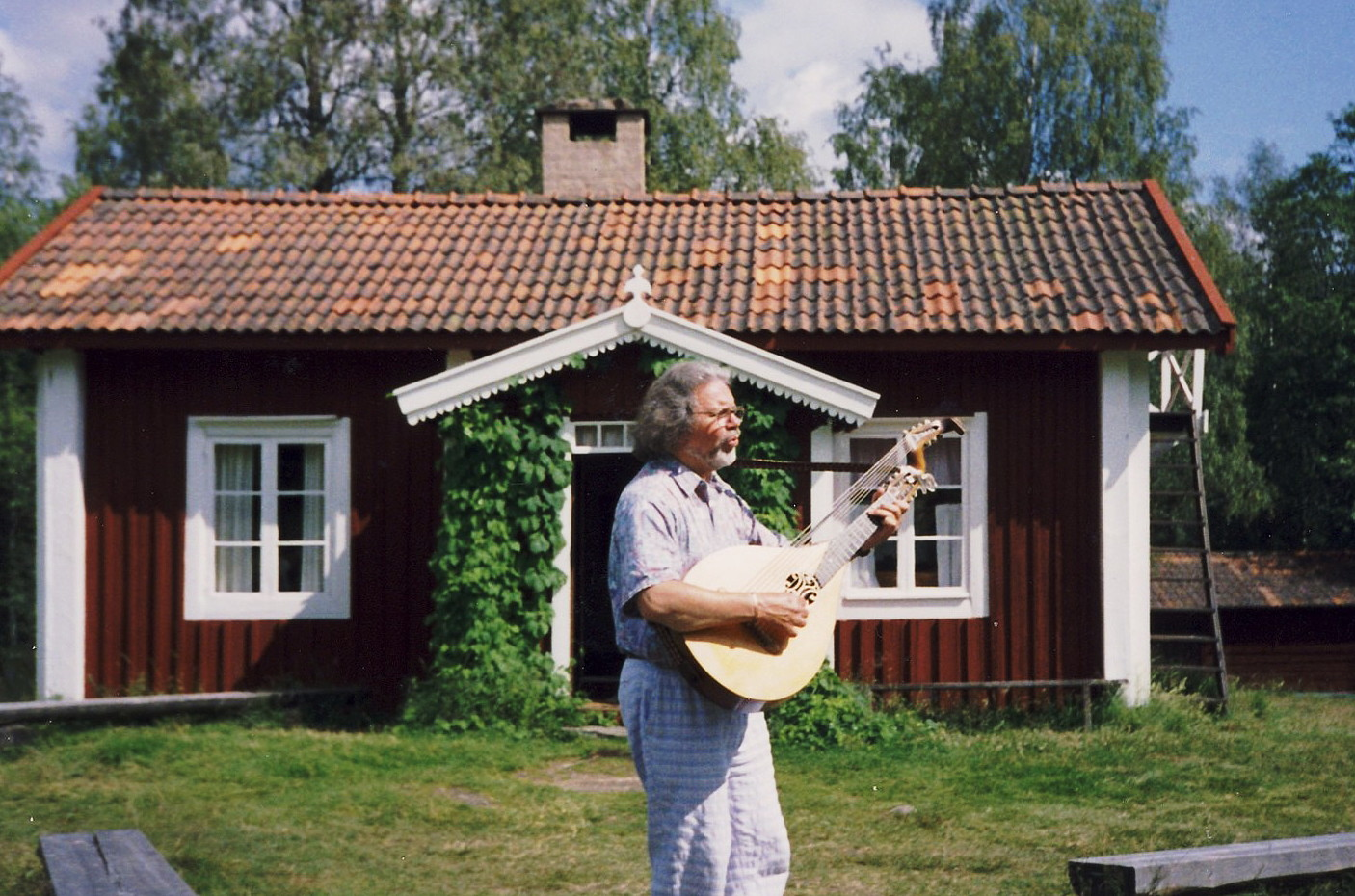
Trubaduren Nisse Munck framför Luossastugan 1993.

Luossastugan är ett torp öster om Skattlösberg i Dalarna. Stugan är känd som bostad för poeten Dan Andersson mellan åren 1912 och 1915. Stugan ingår i Ekomuseum Bergslagen.

## Historik

Dan Anderssons skrivbord

Luossastugan är sedan 1944 minnesstuga över Dan Andersson. Torpet, som sköts av Skattlösbergs bygdegille, är i ursprungligt skick med originalinredning och originalinventarier. Här finns bland annat  Anderssons skrivbord och bokhylla samt hans gitarr. I Luossastugan, bestående av kök och kammare samt vind, bodde hela familjen Adolf Andersson, totalt sex personer, ibland kom dessutom luffare som nattgäster.
Adolf Andersson, Dan Anderssons far, hade varit skollärare vid Skattlösberg skola fram till 1905; därefter försörjde han sig som torpare och skomakare. Mellan åren 1912 och 1915 hade familjen Andersson sitt hem i denna lilla stuga. Hur ofta och hur länge Dan Andersson bodde i stugan är okänt. År 1912 reste han mycket omkring som ombudsman för Templarorden, 1913 var han borta några månader och skrev rent sina Kolarhistorier och 1914 började han vinterkursen vid Brunnsviks folkhögskola. Dan Andersson skrev en hel del berättelser och dikter under tiden i Luossastugan. Med säkerhet har stora delar av Kolarhistorier och Kolvaktarens visor kommit till här.
Efter Luossa flyttade familjen till en nybyggd stuga i Gräsberg, strax norr om Ludvika. Här bodde Dan Andersson mellan 1915 och 1918. Till sig själv gjorde han i ordning en kammare på vinden, där han skrev, mest nattetid. Här skapade han flera av novellerna som ingick i Det kallas vidskepelse samt vissa av dikterna i Svarta Ballader. År 1918 återvände han till Gräsberg för att gifta sig den 19 juni 1918 med sin fästmö, småskollärarinnan Olga Turesson.

## Stavning
Luosa stavas ibland med ett ”s” och ibland med två ”s”. Stavningen med två ”s” härstammar från Dan Andersson. Bybefolkningen själva har stavat med ett ”s” i alla tider.

## Aktiviteter
Sommartid hålls stugan öppet för allmänheten och en trubadur brukar underhålla med visor och berättelser av och omkring Dan Andersson. En av dem var Nisse Munck, trubadur och guide vid Luossastugan från 1977. Årligen, varje första söndag i augusti, hålls en större minnesfest vid Luossastugan, då brukar hundratals människor vandra de 700 meter längs den lilla stigen från parkeringen i Skattlösberg till Dan Anderssons stuga. Mer än 3 000 personer årligen har under senare tid besökt Luossastugan.

## Bilder

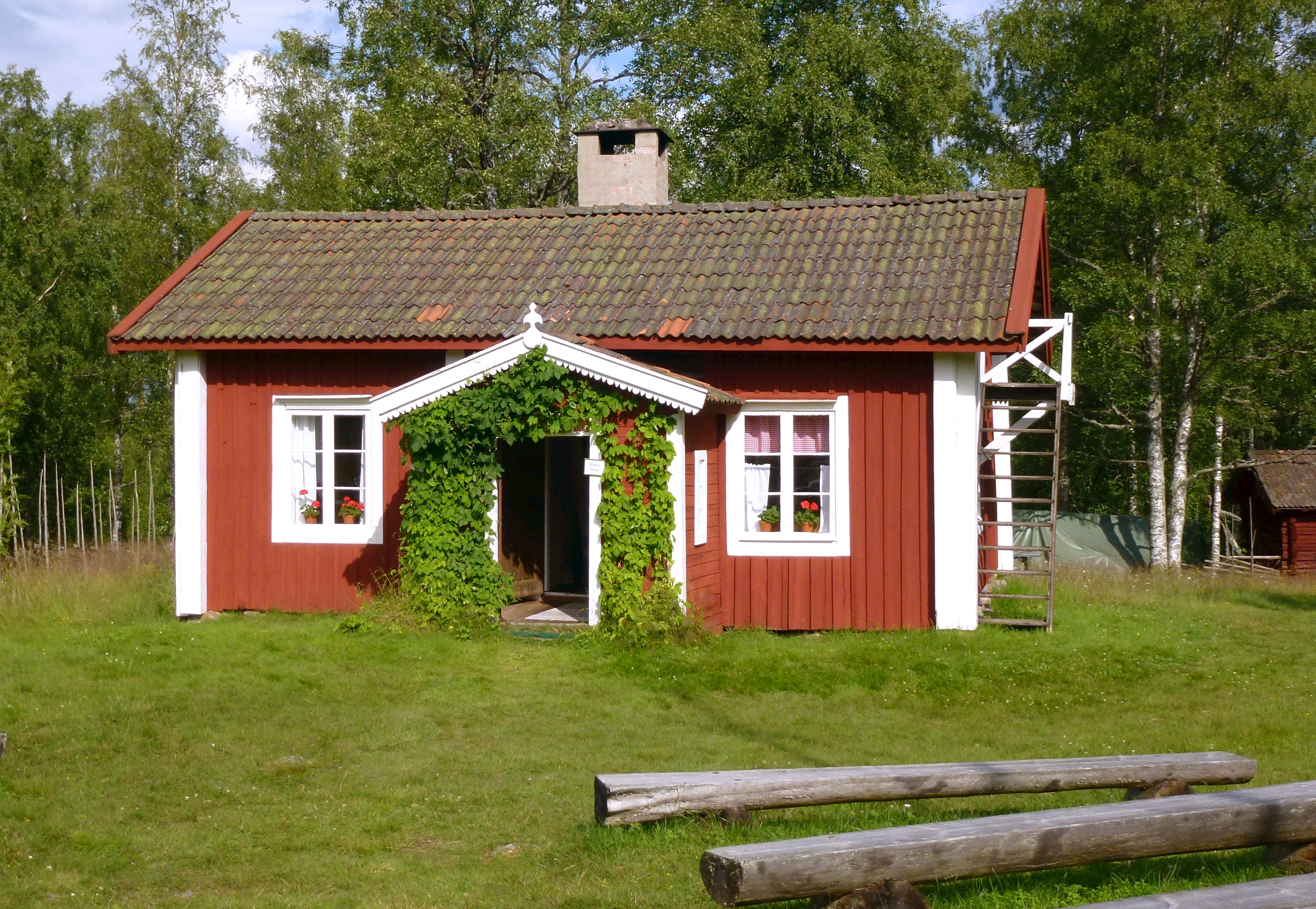
Luossastugan 2008
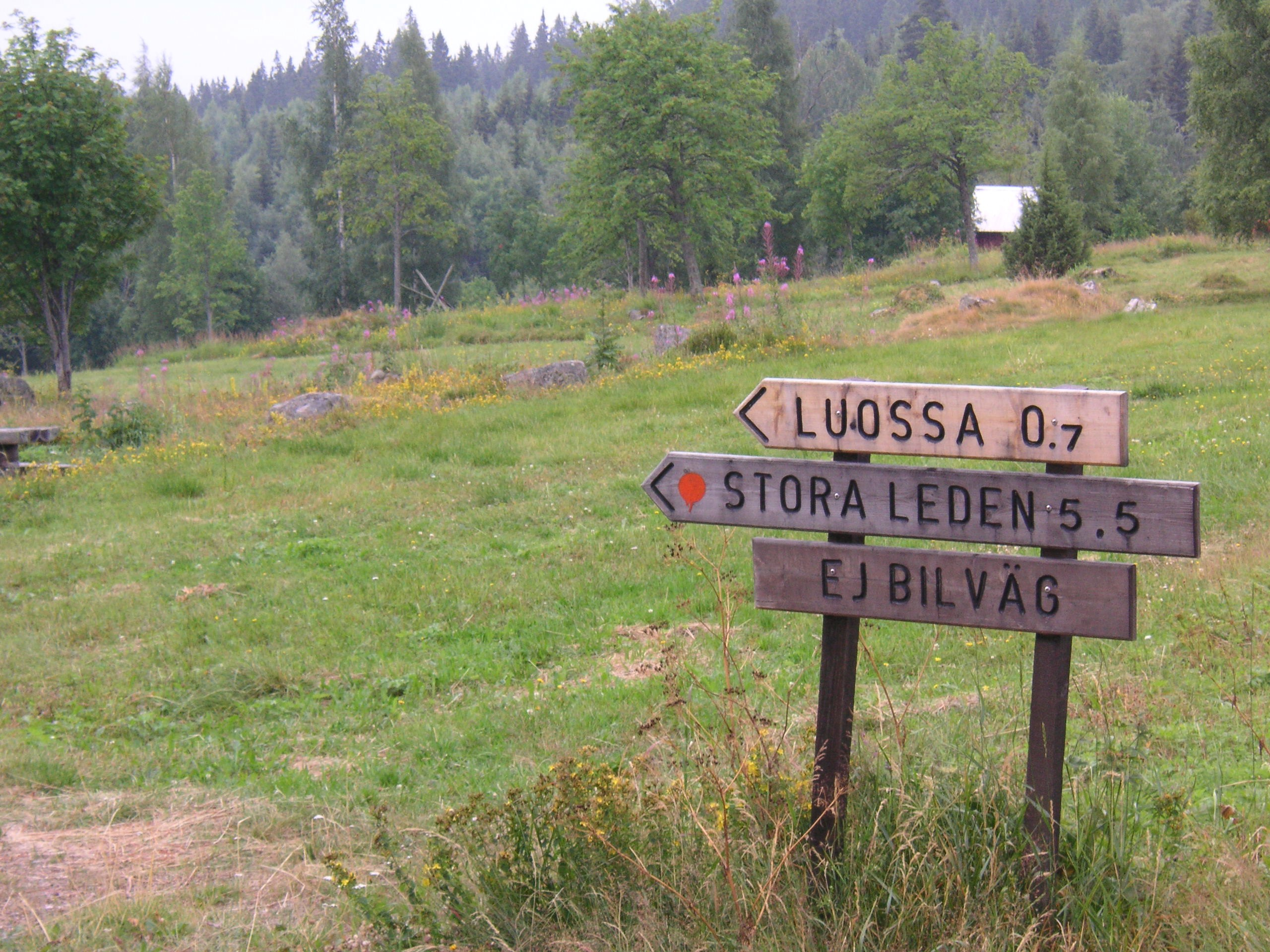
Vägvisare till Luossastugan
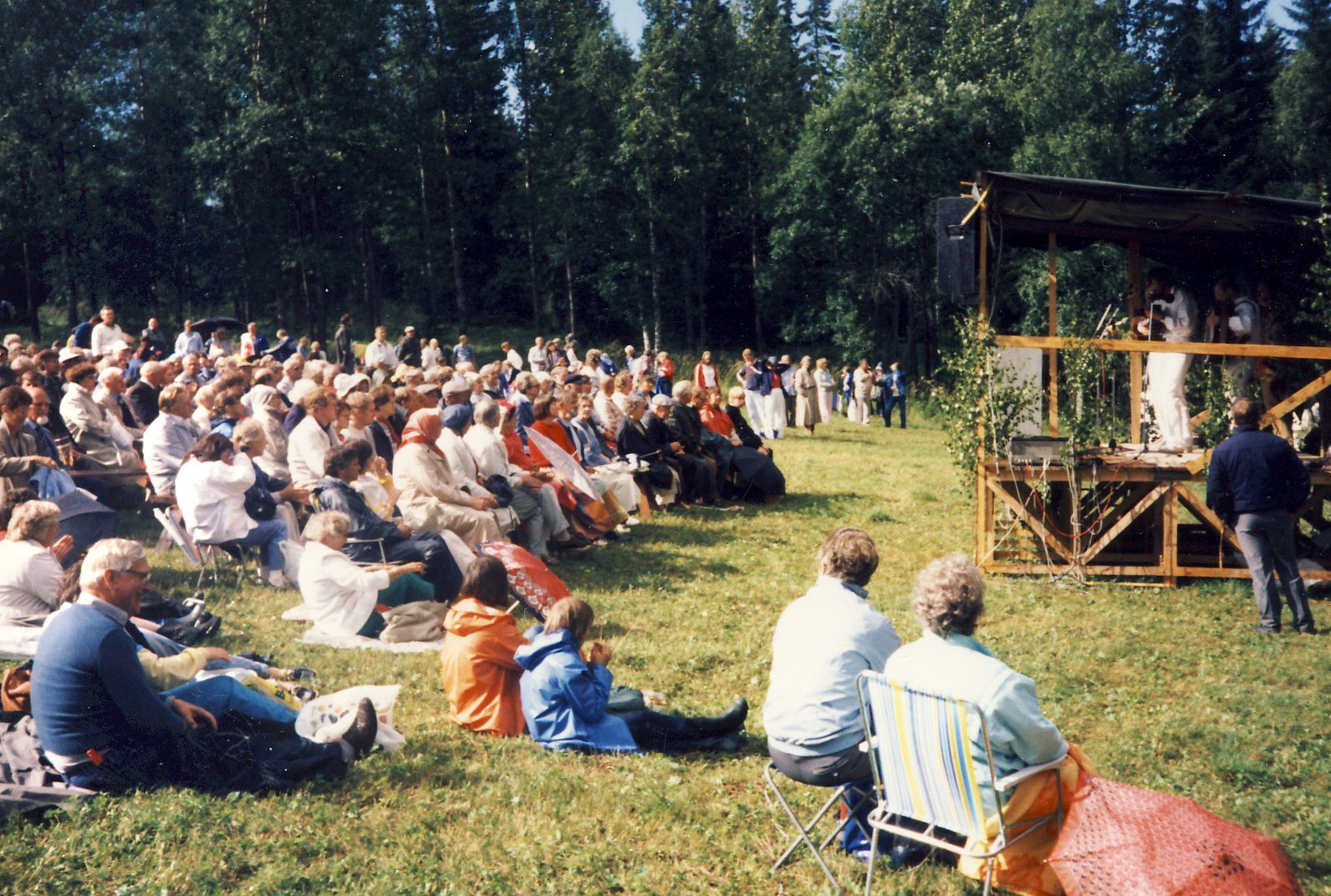
Dan Andersson-veckan 1985
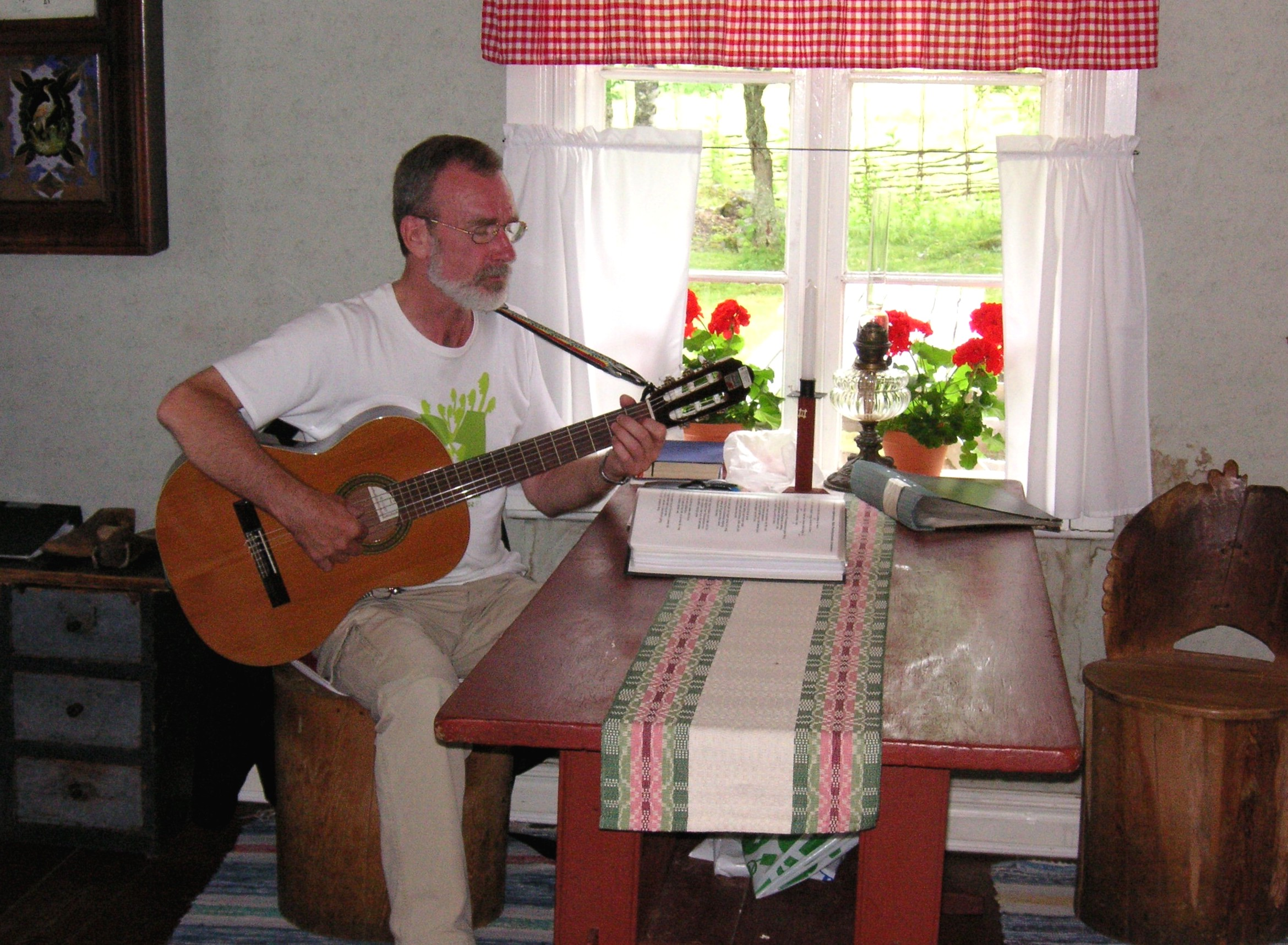
Luossastugan, Dan Andersson-veckan 2006